# Brères
Brères település Franciaországban, Doubs megyében. Lakosainak száma 75 fő (2022. január 1.). Brères Lombard, Paroy, Pessans, Samson, Chay és Le Val községekkel határos.

## Népesség
A település népességének változása:
| Lakosok száma | 32   | 24   | 28   | 33   | 53   | 58   | 62   | 67   | 69   | 75   |
|               | 1968 | 1982 | 1990 | 2006 | 2013 | 2015 | 2017 | 2019 | 2020 | 2022 |